# Agustín Reche
Agustín Reche (ur. 28 maja 1954 w Guadix) – hiszpański malarz hiperrealista, od 13. roku życia związany z Bilbao.

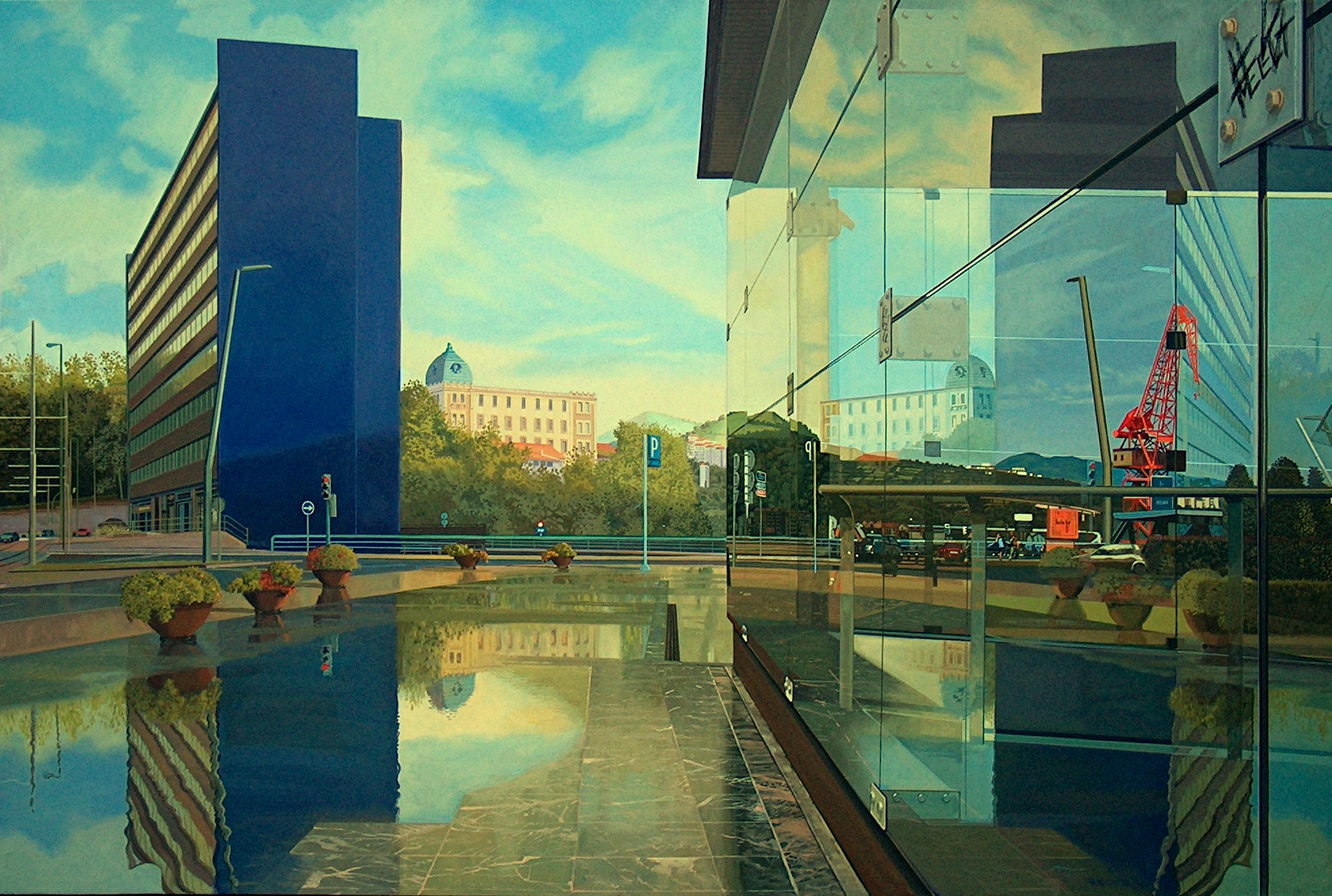
Euskalduna hacia La Misericordia
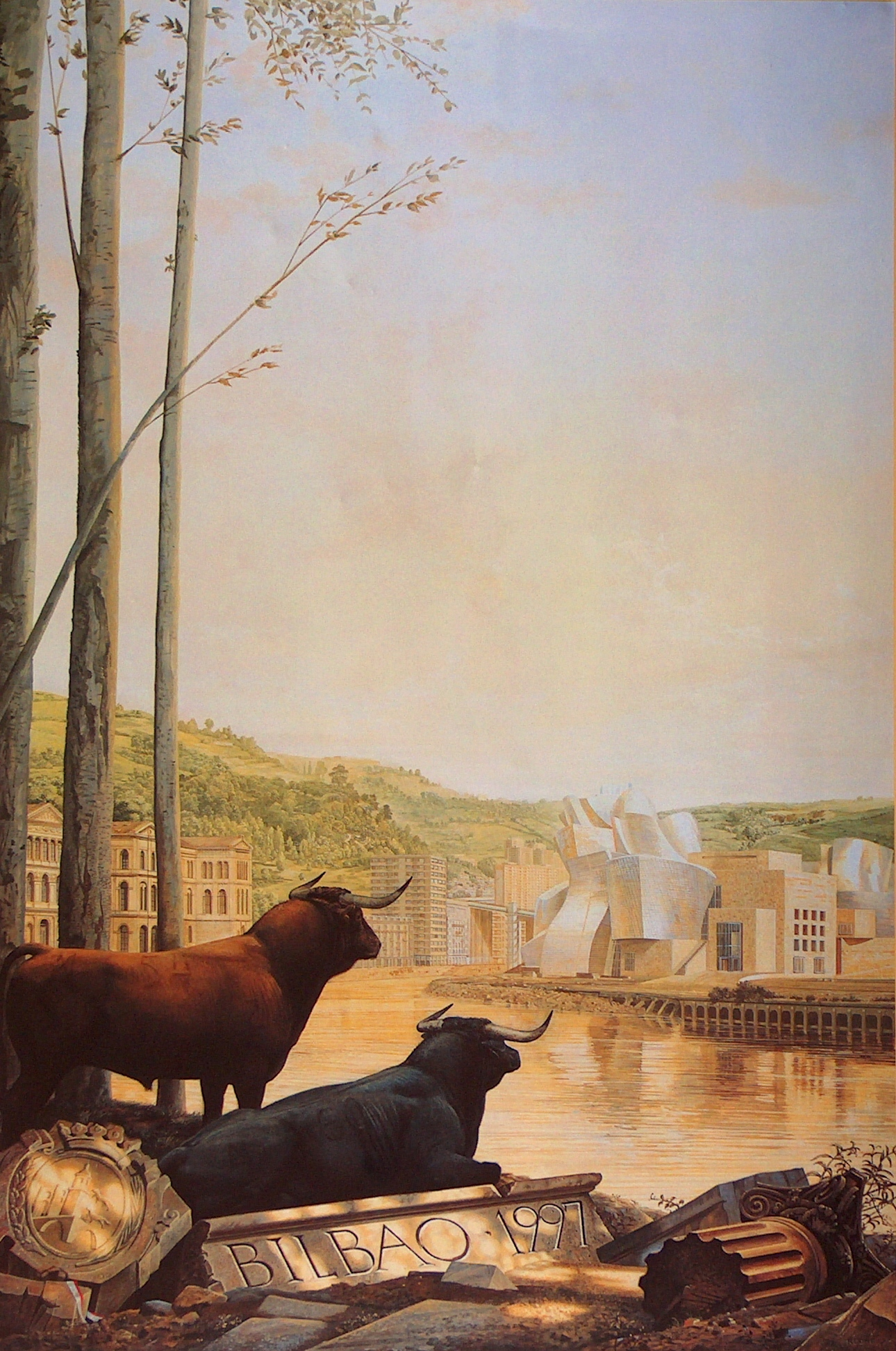
Cartel de toros de la Semana Grande
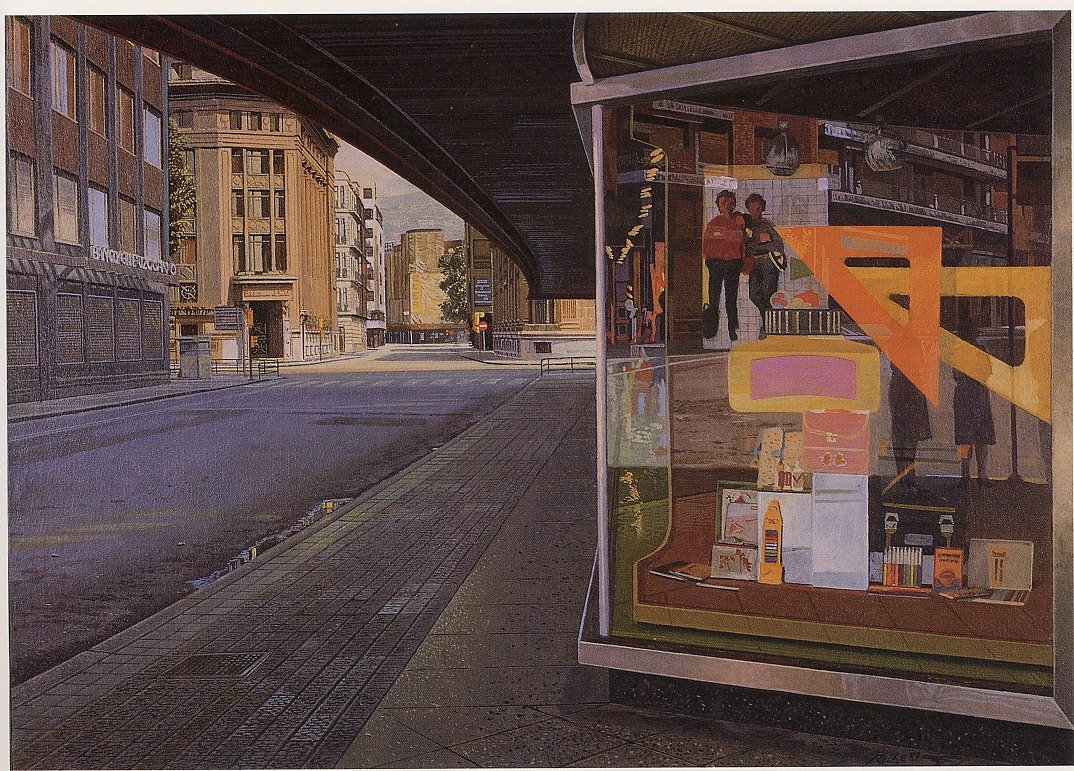
El Corte Inglés desde Alameda Urquijo hacia Gran Vía
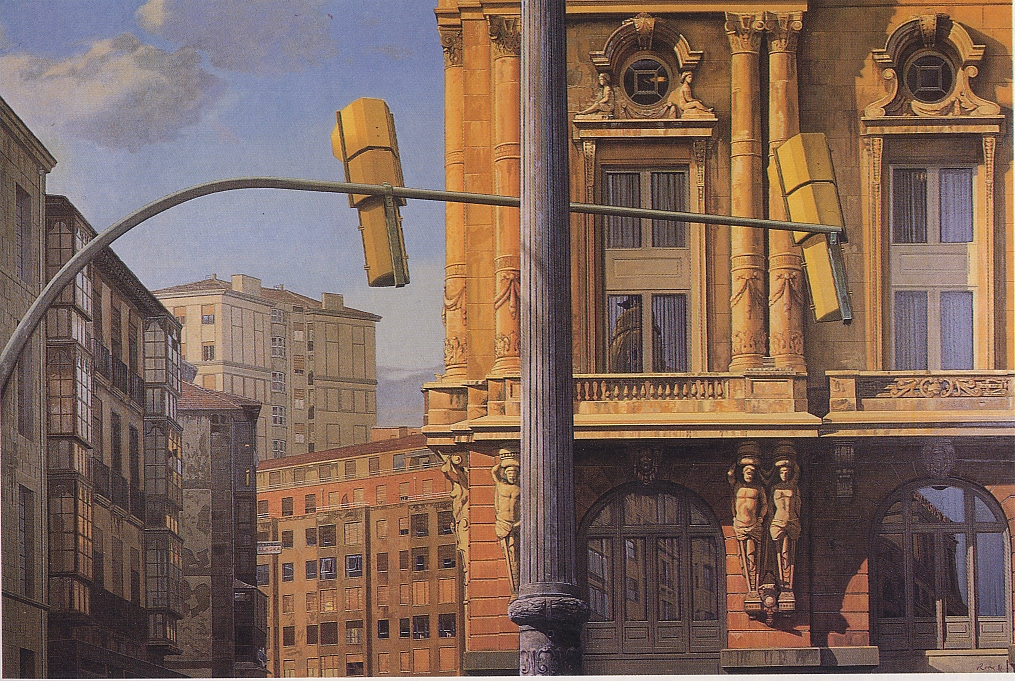
Plano corto del Teatro Arriaga y la Ribera